# Società per le Strade Ferrate del Mediterraneo

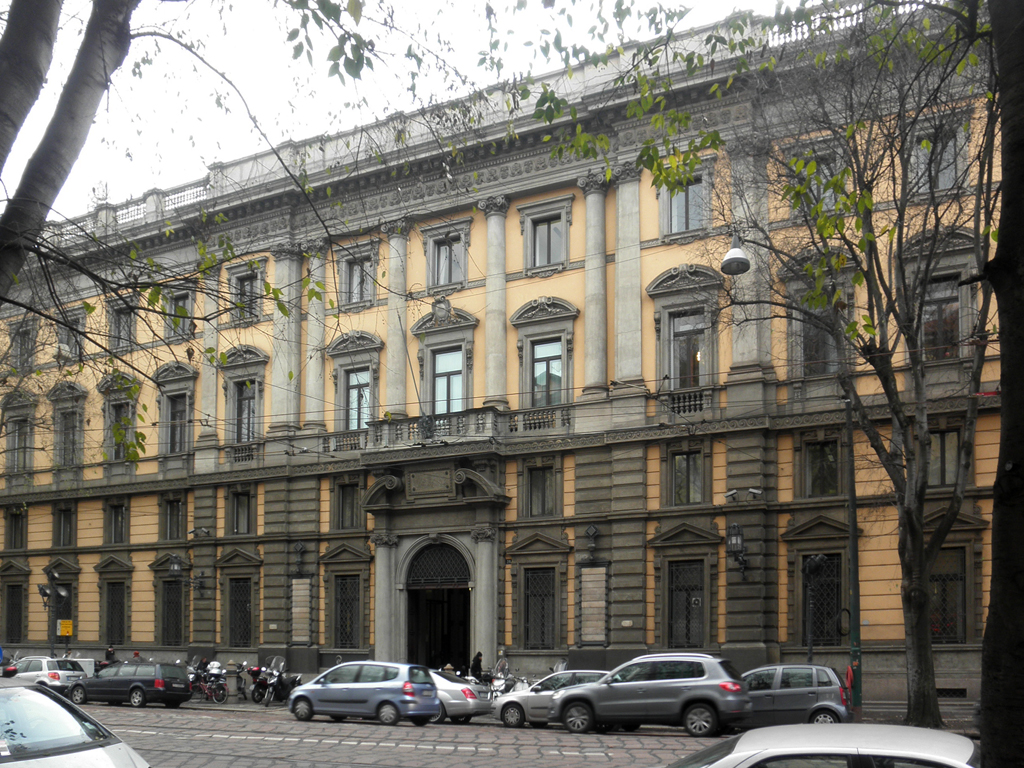
Sede della società a Milano, poi diventata sede della Edison

La Società Italiana per le Strade Ferrate del Mediterraneo, conosciuta anche come la Mediterranea, fu costituita con atto dell'8 giugno 1885 a rogito del notaio Antonio Lazzati da un consorzio di banche, in parte straniere, con il ruolo preponderante della Banca Generale di Roma stipulando apposita convenzione con lo Stato per l'esercizio delle sue finalità nel campo del trasporto ferroviario. La sua sede sociale fu stabilita in Milano e le azioni della società furono quotate presso la borsa della stessa città.

## Le "Convenzioni del 1885" e laMediterranea
Il governo nazionale italiano dopo il riscatto delle reti ferroviarie esistenti, quasi tutte in concessione a privati, deliberato a causa del dissesto economico più o meno grave in cui versavano, in attuazione della Legge n°3048 del 27 aprile 1885, provvide a riunire la maggior parte delle ferrovie della penisola in due grandi reti disposte in senso longitudinale rispetto ad essa, la "Rete Mediterranea", di 4171 km e la "Rete Adriatica", di 4379; e le concesse in esercizio a due grandi società dietro pagamento di un canone allo Stato. 
Il contratto di concessione prevedeva una durata di 60 anni, ma in esso venne inclusa la facoltà delle parti di disdire il contratto alla fine di ogni ventennio con un preavviso di due anni. La Mediterranea pagò allo Stato 135 milioni di lire ed ottenne il materiale rotabile e le provviste delle antiche reti riscattate. Lo Stato a sua volta si obbligò pagarle annualmente, a titolo di compenso, il 5 % del capitale versato.
Secondo l'annuario statistico 1898, pubblicato dal ministero di Agricoltura, Industria e Commercio, le ferrovie della Rete Mediterranea assommavano a km 5.765, alla fine del 1896.

## Il riscatto e la statalizzazione del 1905
Nel 1905 si realizzò la nazionalizzazione delle ferrovie con la nascita delle Ferrovie dello Stato; la Società per le Strade Ferrate del Mediterraneo pertanto ebbe espropriata la propria rete. Con i proventi realizzati venne a disporre di ingenti capitali da reinvestire e pertanto avanzò la richiesta di concessione per la costruzione della rete ferroviaria secondaria dell'Italia meridionale, la cui progettazione esecutiva era in quarantena da tempo; con la legge 580 del 21 luglio 1910 la richiesta venne accolta e i progetti approvati. L'anno dopo la Mediterranea firmò un apposito contratto con lo Stato.
Tra il 1905, anno in cui buona parte della propria rete ferroviaria fu riscattata dallo Stato, e il 1915, la società acquisì concessioni per la ferrovia Terni-Perugia-Umbertide e per la rete, ancora tutta da costruire, delle Ferrovie Calabro Lucane. In seguito costituì delle società collegate relative: la Mediterranea Calabro Lucane (MCL) e la Mediterranea Centrale Umbra (MCU) poi divenuta nel 1959 Mediterraneo Umbro Aretine (MUA).
Nel 1907 la "Mediterranea" rilevò dalla Société générale de Belgique le Ferrovie Nord Milano.

## LaMediterranea-Calabro-Lucane
Nel 1915 la società assunse la nuova denominazione di "Società Mediterranea per le Ferrovie Calabro Lucane" (MCL), e intraprese la costruzione di 1271 km di linee a scartamento 950 mm; 203 km di ferrovia sarebbero stati realizzati interponendo una terza rotaia sulla sede a scartamento ordinario.
Il piano prevedeva, ma in forte ritardo, la realizzazione di una rete che avrebbe collegato le maggiori località della Calabria, della Lucania ed in parte della Puglia, con qualche puntata in Campania, lungo l'asse Bari - Gravina - Potenza - Lagonegro - Spezzano Albanese - Cosenza - Catanzaro - Gioia Tauro, con varie diramazioni trasversali ed opere di ardita ed alta ingegneria ferroviaria.
Nel 1926 comunque ci si rese già conto dell'inutilità di un piano così ambizioso, ormai non più adeguato alle esigenze dei tempi: i percorsi erano tortuosissimi, le velocità estremamente basse e i tratti a cremagliera riducevano la potenzialità di molte linee; a ciò si aggiungeva l'impossibilità di un'interazione con la rete a scartamento ordinario già esistente. Si decise allora di ridimensionare il tutto completando soltanto le tratte i cui lavori erano già iniziati. Anche questa decisione fu tuttavia concretizzata in maniera lenta e frammentaria. Nel 1934 vennero sospesi del tutto i lavori di costruzione: risultarono così in esercizio 765 km complessivi di ferrovie, quasi del tutto scollegate tra loro e con traffico pertanto limitato localmente e quindi di scarsissima redditività.
Nel 1956, dopo un ventennio dalla sospensione dei lavori, fu completato un ultimo tronco, tra Camigliatello Silano e San Giovanni in Fiore; nel progetto iniziale avrebbe dovuto collegare l'entroterra cosentino con il porto di Crotone, permettendo all'allora notevole produzione di legname di raggiungere il porto di imbarco. La decisione di non costruirne l'ultimo tratto terminale fece perdere di fatto anche questa utilità.
Nel 1963 a seguito del gravissimo incidente ferroviario della Fiumarella, avvenuto il 23 dicembre 1961 e causato dalla scarsissima manutenzione, venne revocata la concessione alla Mediterranea (MCL) e venne istituita al suo posto la Gestione commissariale governativa delle Ferrovie Calabro Lucane.
Negli anni settanta con la cessione delle Ferrovie Nord la Mediterranea uscì definitivamente dal settore ferroviario divenendo una holding di partecipazioni finanziarie con una nuova denominazione: "Mittel".

## Principali progetti
- Apparato Centrale Idrodinamico, ideato da Riccardo Bianchi e adottato.
- Locomotiva gruppo 6901-7000 per servizi suburbani